# Küzmics István

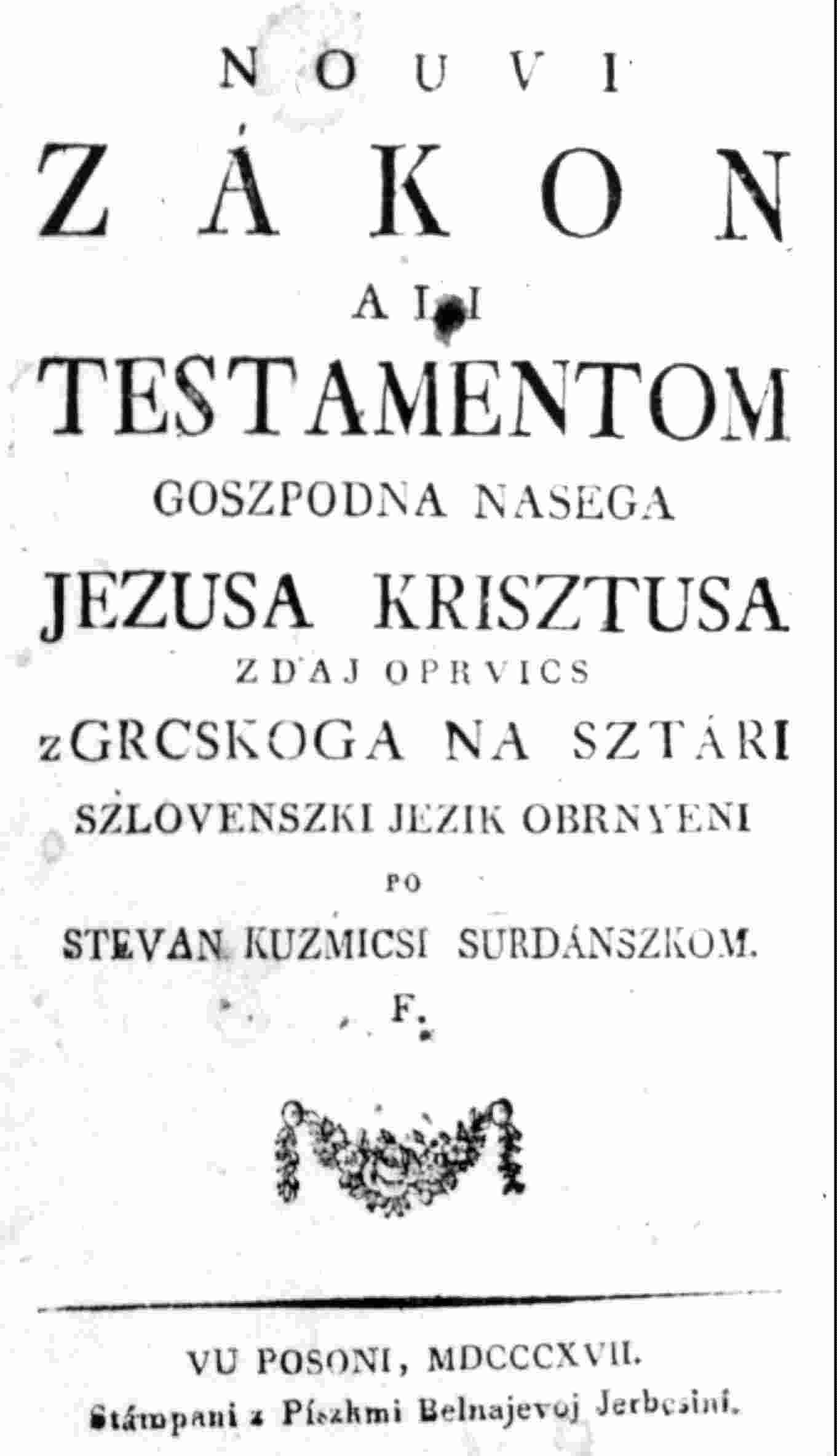
Küzmics Pozsonyban megjelent Újtestamentumának későbbi kiadása 1817-ben.

Küzmics István (vendül: Števan Küzmič, szlovénül: Štefan Küzmič, gyakran helytelenül Kuzmics István-nak is nevezik) (Sztrukóc, 1723. k. – Surd, 1779. december 22.) magyarországi szlovén evangélikus lelkész, tanító és vallási író, aki Somogy vármegyében végezte lelkipásztori hivatását. A megyébe a 17. században, majd a 18. században nagyon sok szlovén települt le a Mura vidékéről.

Küzmicsre a magyar könyvek mint a „vend irodalmi nyelv” megalkotójára tekintenek, mivel a bibliafordítások másutt is egységes nyelvek alapjai lettek. A vend, mint a szlovén nyelv része, de külön regionális nyelvnek tekinthető, bár hivatalosan nem ismerték el.

## Élete
Téves elképzelés, miszerint Küzmics István unokatestvére Küzmics Miklós lett volna. Utóbbi személy körülbelül tizennégy évvel később született, s szintén a papi hivatást választotta, de katolikus vallású volt. A nevek hasonlósága ellenére semmilyen rokoni kapcsolat nem volt köztük. A Küzmics ma is nagyon gyakori a Muravidéken és néhány család él Magyarországon is.
Küzmics István a Tótság (ma a Mura- és a Vendvidék) vas vármegyei felén született Sűrűházon, akkori nevén Sztrukócon (ma Strukovci, Szlovénia). Édesapja Küzmics György (1703-1769) szabó volt, aki együtt élt a fiával és ő is Surdon halt meg. Az elemi iskolákat Regedén és Kancsócon (Felsőszentbenedek) (ma Kančevci, Szlovénia) végezte. Utóbbi helységben működött Küzmics Miklós is.
További tanulmányait Nemescsón tette le és innen került Győrbe, az ottani evangélikus főiskolára. Később Pozsonyban tanult az evangélikus líceumban. Elsajátította a latin, magyar és görög nyelvet is idővel.
1751-ben a Nemescsón lett lelkész. Itt mint tanító és lelkipásztor működött egyszemélyben négy évig és itt írta első művét 1752-ben Male szlovenszki katekizmus (Kis szlovén katekizmus) címen. Ezt a könyvet soha nem találták meg. Ugyancsak egy ábécés könyve is volt még ezekből az időkből, melyből szintén nincs fennmaradt példány.
1755-ben feleségül vette a pozsonyi Heningecs Annát, akitől négy gyermeke, István, Annamária, Klára és Erzsébet született. Még ebben az évben Somogyba került, Surdra. Akkoriban nagyon sok evangélikus szlovén család települt a Tótságból Somogy déli felébe, Nagyberekpuszta és Kaposvár környékére, főleg az ellenreformációs törekvések miatt. Korábban a reformáció terjedése és a török előretörés késztette a katolikus szlovénokat a 17. században, hogy ugyanezt megtegyék. A surdi evangélikus egyházközség területén is nagyszámú szlovén kisebbség élt. Lelkipásztoruk Küzmics lett, aki egyben honfitársuk is volt, így saját anyanyelvükön tudott velük kommunikálni.
Viszonylag korán, körülbelül ötvenhat éves korában hunyt el.

## Munkái és emléke

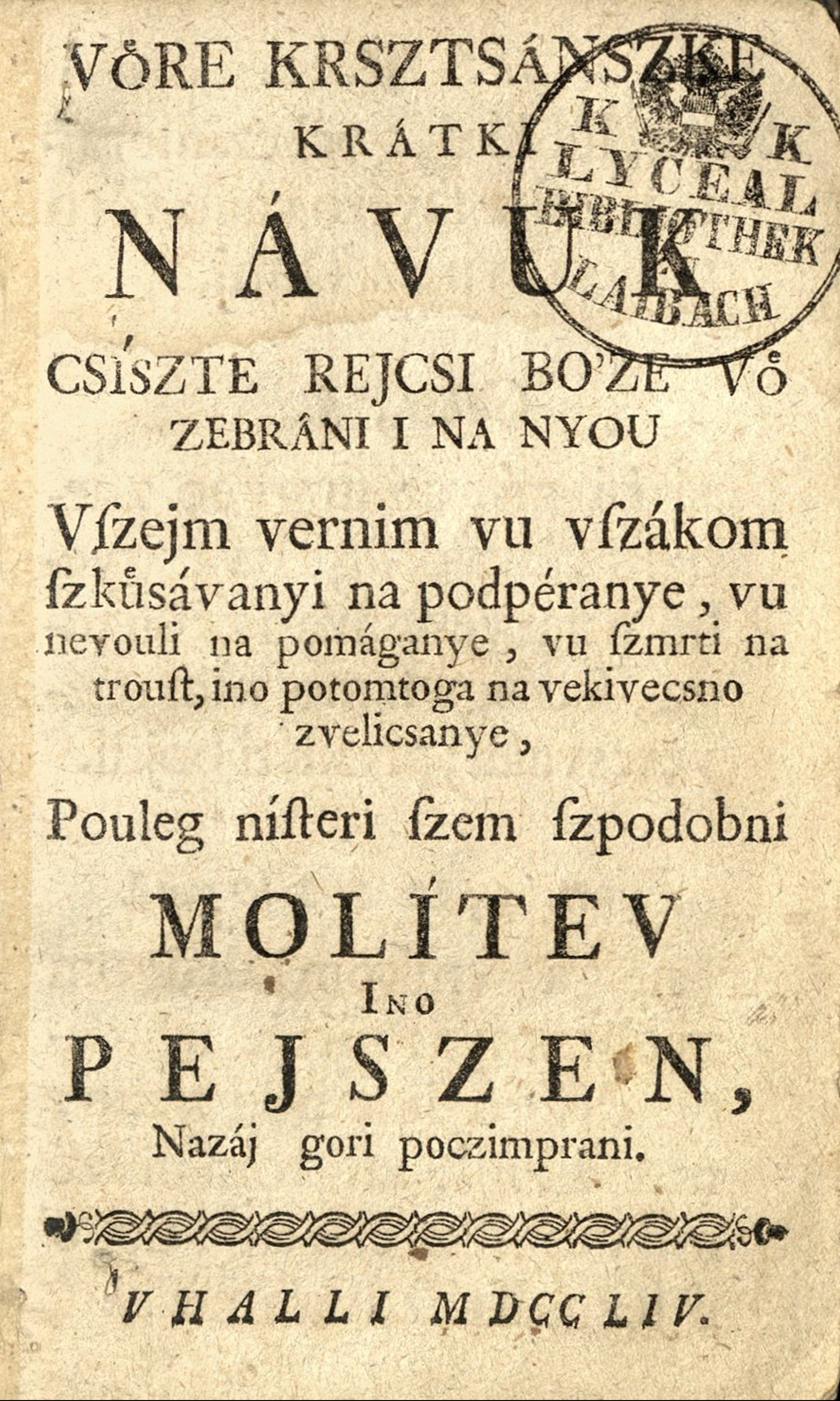
Egy korábbi műve, 1754-ből.

Küzmics emlékműve szülőfalujában.

Küzmics legjelentősebb alkotása az Újtestamentum vend átültetése, amely Nouvi Zákon címen jelent meg 1771-ben. Ez további kiadásokat ért meg 1817-ben, 1848-ban és 1883-ban. A könyvet nem Magyarországon, hanem Németországban Halleban nyomtatták ki, ahol ötvenhat évvel korábban, 1715-ben az első vend nyomtatott könyv is megjelent. Küzmics görög nyelvből fordította le a Biblia újszövetségi részét, s nem egészen három évtizeddel később már megjelent a katolikus változat is Küzmics Miklós nyomán. Küzmics Miklós szerint Istvánnak szándékában állt lefordítania az ószövetségi részt is vendre, amelyet halála megakadályozott, de a Nouvi Zákon is önmaga hatalmas teljesítmény, amely Küzmics Miklósra is hatással volt.
A Küzmics István-féle Bibliát utoljára 1928-ban adták ki Belgrádban. A nyelv és az identitás megőrzése szempontjából rendkívül fontos eszközök ezek a művek.
Küzmics Istvánnak Surdon egy emléktáblája található, Sűrűházán pedig egy nagy emlékműve, melyen egy részlet olvasható vend bibliafordításából.
Műalkotása a Nouvi Zákon éppoly egyedül álló az egész délszláv irodalomban, mint a szlovén irodalomban, hasonlóan Küzmics Miklós evangéliuma és imakönyve is.
Küzmics művének első kiadásához tartozik az Előszó (Predgovor), amelyet részben Torkos József, akkori neves magyar luteránus teológus segítségével írt. Torkos elsősorban a hitvalláshoz tartozó részeket szerkesztette, amit Küzmics átültetett a vend nyelvre. Küzmics pedig a szlovénekhez szóló részeket írhatta, amelyek azért is érdekesek, mert előtérbe helyezik a nép-nemzeti érdekeket. Ez valószínűleg a felvilágosodás stílusjegyeit hordozza, mellyel párhuzamosan a nacionalizmus is megjelenik, amely ekkor még egészen pozitív eszmerendszernek számított.
Küzmics az Előszóban érvel amellett, hogy Isten úgy rendelkezett, miszerint a Szentírás tanításait minden nép nyelvére lefordíthassák, hisz maga Jézus sem tett különbséget a nemzetek között. Emiatt is a szláv népek, a magyarok, az újlatinok és mások is megtették már a Biblia lefordítását. Megemlít horvát, szorb, szlovén szerzőket, köztük Primož Trubart, aki megvetette a mostani írott szlovén nyelv alapjait és részleges fordításokat készített a Bibliából. Jurij Dalmatin is említésre kerül, aki a teljes Szentírást ültette át szlovén nyelvre Trubar nyelvi koncepcióját követve. Trubar és Dalmatin könyvei eljutottak a Tótságba is, amiket Krajnából és Stájerországból elüldözött szlovén protestáns lelkészek vittek Magyarországra. Kimutatták, hogy Küzmics kétséget kizáróan a Dalmatin bibliát vette elsődleges forrásul a szláv fordítások közül, de használt kaj-horvát, cseh és talán szlovák fordításokat is.
Említésre kerül még Antun Dalmata, aki a ča-horvát irodalom alakjaihoz tartozik, s tevékenykedett Nyugat-Magyarországon is. Dalmatát többen tekintik a később kialakuló gradišćei nyelvű irodalom előfutárának. A mostani burgenlandi és Vas, valamint Győr-Moson-Sopron vármegyei horvátok által beszélt nyelvváltozat, illetve irodalom hatással volt a vendre is, később ezt a hatást a vend is visszaadta a burgenlandi horvát nyelvre. Küzmics sem véletlenül hozza fel Dalmata, mivel ő belőle is merített.
A szorb nyelvvel kapcsolatban Michał Francel kerül említésre. Az ő ismerete egész biztosan a tótsági luteránusok felvidéki és németországi kapcsolatai révén jutott el Küzmicshez.
Küzmics hangsúlyozza, hogy eddig a magyarországi szlovénoknak más nyelvet kellett használniuk (a katolikus liturgia a kaj-horvát nyelvet kölcsönözte), most azonban lehetőségük lett a saját nyelvük művelésére. Mivel a magyarországi szlovén nyelv (vend nyelv, Mura és Rába közti szlovén nyelv) nagy eltéréseket, de mindinkább sajátságokat visel magán, szemben az örökös tartományokban beszélt szlovén nyelvvel, ezért a magyarországi szlovéneknek Küzmics véleménye szerint nem megfelelő a Trubar és Dalmatin nyelv. Bár szlovének ők is és a magyarországiak is, de mivel számos tényező vízválasztó közöttük, ezért nem lát esélyt arra, hogy teljesen átvehessék a magyarországiak a Trubar nyelvet, így célszerűnek látja a vend nyelv művelését. Ezt az elképzelést még sokan osztották a második világháború után is.
Küzmics Miklós, aki sokat merített a protestáns irodalomból, egyik levelében Szily János első szombathelyi püspöknek, a katolikus vend irodalom mecénásának határozottan állítja, hogy Küzmics István nem fejezte be a fordítást a Nouvi Zákonnal, hanem szándékában állt a teljes Szentírás lefordítása. Utódaik már csak részleges fordításokat végeztek a Bibliából, így Kardos János, Szelmár István és Kollár Péter. Terplán Sándor volt az utolsó, aki valószínűleg foglalkozott a teljes Ószövetség lefordításával, de csak Zsoltárok könyvét tudta teljesen lefordítani, s egy kivonatos iskola hittankönyv írására jutotta, mivel fiatalon érte őt is a halál.

## Művei
- Male szlovenszki katekizmus 1752. (Kis szlovén katekizmus)
- ABC kni'snicza 1753. (ABC-s könyvecske)
- Vöre Krsztsanske krátki Návuk csiszte rejcsi Bo'ze vözebráni i na nyou, Halle 1754.
- Nouvi Zákon ali Testamentom Gospodna nasega Jezusa Krisztusa zdaj oprvics zGrcskoga na sztári szlovenszki jezik obrnyeni po Stevan Küzmicsi Surdanszkom. F. Halle 1771. (Újszövetség vagy Újtestamentum a mi Jézus Krisztus Urunktól, most először görögből fordította régi szlovén nyelvre Küzmics István a surdi fáráról)